# Национальная академия литературы (Уругвай)
Национальная академия литературы Уругвая (исп. Academia Nacional de Letras de Uruguay) — общественная организация, объединяющая учёных, писателей и деятелей культуры, являющихся экспертами в сфере функционирования и развития испанского языка в Уругвае. Основана в Монтевидео 10 февраля 1943 года Декретом президента Уругвая № 10350. Торжественное открытие Академии под председательством президента Хуана Хосе де Амесага состоялось 29 октября 1943 года.
Девиз Академии, авторство которого принадлежит Даниэлю Кастелланосу — лат. Vetera servat, fovet nova («Сохранять старое, содействовать новому»).
В числе первых членов Академии были известные писатели и деятели культуры Антонио Мария Барбьери, Виктор Перес Петит, Рауль Монтеро Бустаманте, Эмилио Фругони, Альваро Вассёр, Хуана де Ибарбуру, Эмилио Орибе, Альберто Сум Фельде и Карлос Мартинес Вигиль.
С 1960 года, в соответствии с решением Третьего конгресса Ассоциации академий испанского языка, Академия входит в состав Ассоциации.
Президентом Академии является лингвист Адольфо Элисайнсин.